# Nicea
Nicea of Nicaea (Grieks: Νίκαια Βιθυνίας, Níkaia Bithynías; Latijn: Nicaea), op de plek van het huidige İznik, was een oude Griekse stad in Klein-Azië. Het is onder meer bekend van het Eerste Concilie van Nicea, waar de aanwezige kerkelijke leiders de denkbeelden van de christelijke stroming van het arianisme verwierpen.
De stad Nicea werd rond 310 v.Chr. gesticht door Antigonos I Monophthalmos die de stad Antigoneia noemde. Toen deze echter door de andere diadochen werd verslagen in de Slag bij Ipsos (301 v.Chr.), ging de stad over in de handen van de Thessalische generaal Lysimachus (Lysimakhos) (circa 355-281 v.Chr.). Deze hernoemde Antigoneia tot Nikaia, ter ere van zijn vrouw Nikaia, die vóór 302 v.Chr. was overleden.
In Nicea werd de grote Griekse astronoom Hipparchus geboren rond 194 v.Chr. en rond 240 n.Chr. zag de Griekse wiskundige en astronoom Sporus van Nicaea er het licht.
In het Romeinse Rijk was Nicea een stad in de provincia Pontus et Bithynia (in 63 v.Chr. aan het rijk toegevoegd door Pompeius). De Griekse naam Nikaia werd verlatijnst tot Nicaea, wat in het Nederlands later is vereenvoudigd tot Nicea. Cassius Dio werd er rond 155 geboren.
In de vroegchristelijke tijd werden er in Nicea enkele grote en belangrijke christelijke bijeenkomsten (concilies) gehouden, in 325 het Eerste Concilie van Nicea en in 787 het Tweede Concilie van Nicea. De stad behoorde toen tot het Byzantijnse Rijk.
Met de militaire aanval op Constantinopel door een pauselijk leger in 1202, dat de welvarende stad plunderde en verwoeste, en de stichting van het Latijnse Keizerrijk in 1204 vluchtten de Byzantijnse machthebbers noodgedwongen naar Nicea. Daar vestigden zij een nieuw keizerrijk, het Keizerrijk Nicea, dat zij beschouwden als de legitieme erfgenaam van het Byzantijnse Rijk. Na de val van de Latijnen in 1261 keerden zij terug in Constantinopel en werd de eenheid hersteld.
In 1331 werd de stad veroverd door de Turken en ingelijfd in het Ottomaanse Rijk, en sindsdien heet het İznik. Verschillende gebouwen werden vernietigd en het materiaal gebruikt om moskeeën te bouwen. De oude vestingwerken en een waterleiding zijn bewaard gebleven.